# Unity Dow

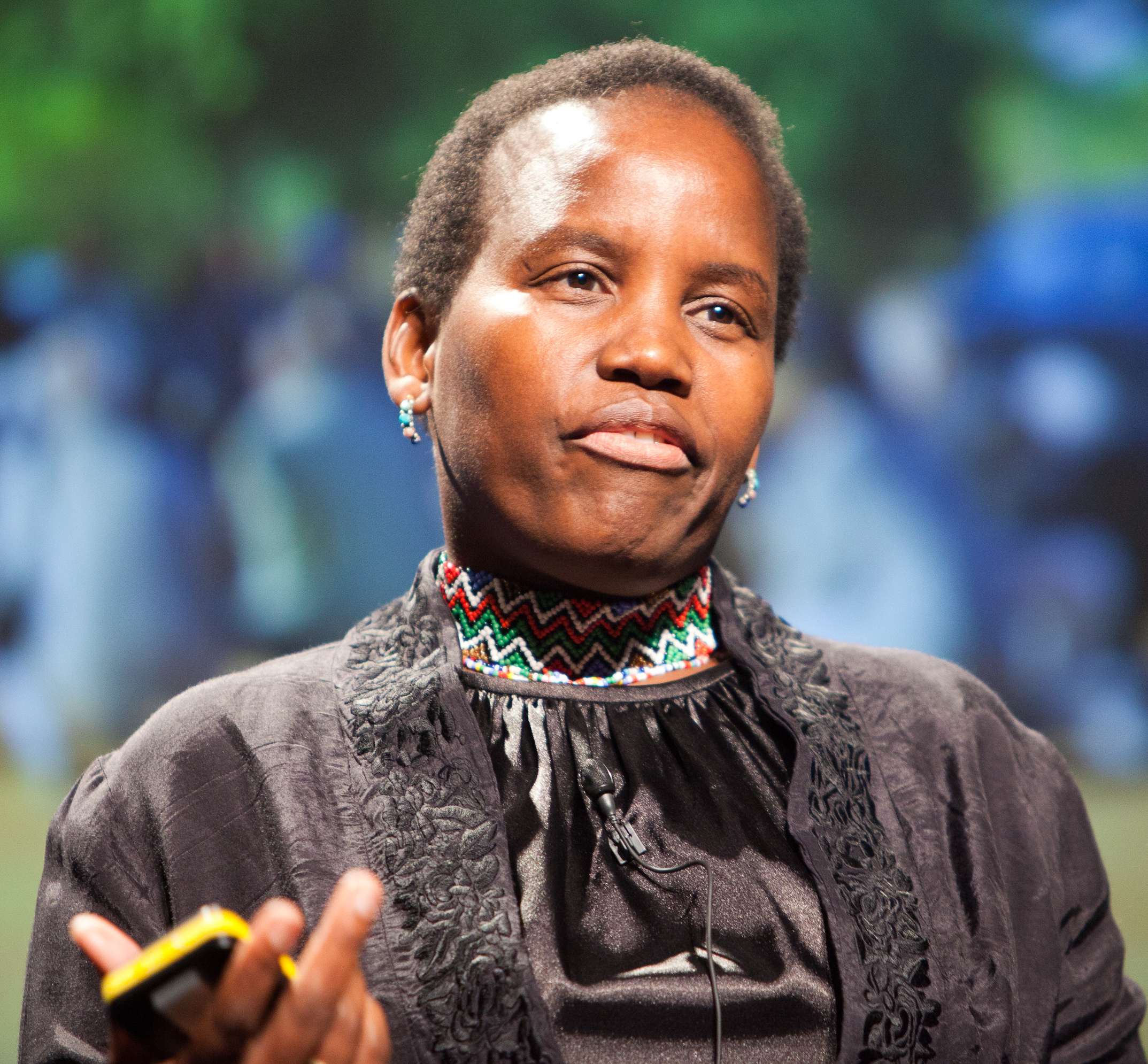
Unity Dow (2011)

Unity Dow (* 23. April 1959 in Mochudi, Betschuanaland; geboren als Unity Diswai) ist eine botswanische Politikerin (Botswana Democratic Party), Juristin, Menschenrechtsaktivistin und Schriftstellerin. Sie war die erste Richterin ihres Landes am High Court und leitete ab 2015 verschiedene Ministerien, seit 2018 das Außenministerium.

## Leben

### Herkunft und Studium
Unity Dow wurde in einem ländlichen Gebiet geboren. Ihre Eltern waren Moses Phiri Diswai und die Näherin Ellen Diswai. Sie studierte an der University of Botswana and Swaziland (UBS) und erwarb dort 1983 einen Bachelor of Law. Zwischenzeitlich hatte sie zwei Jahre an der University of Edinburgh studiert.

### Karriere als Juristin
Ebenso war sie 1986 an der Gründung der ersten nur von Frauen betriebenen Anwaltspraxis Botswanas, Malakaila, beteiligt, die bis 1988 existierte; anschließend führte sie bis 1991 die Kanzlei Dow, Lesetedi and Company. 1988 bis 1991 war Dow auch als Forscherin für das von ihr mitgegründete Women and Law in Southern Africa (WLSA) tätig.
1991 gehörte sie zu den Mitbegründern der Baobab Primary School in der Hauptstadt Gaborone. Sie war Mitbegründerin des AIDS Action Trust, der ersten AIDS-spezifischen Nichtregierungsorganisation in Botswana.
In einem von 1991 bis 1995 währenden Rechtsstreit mit dem Staat erreichte sie, dass die Staatsangehörigkeit in Botswana nicht nur von der Herkunft des Vaters bestimmt war, sondern unter gewissen Voraussetzungen auch der Mutter. Dabei ging es um ihr zweites und drittes Kind, die nach der Heirat mit dem US-Amerikaner Peter Nathan Dow geboren worden waren und nach geltender Rechtslage keine botswanische Staatsangehörigkeit erhalten hätten. Der Fall wurde als Citizenship Case bekannt. Sie führte weitere Prozesse, in denen es um Kinder- und Frauenrechte ging (Child Maintenance Case, 1996–1997, und Battered Women Syndrome Case, 1997).
Dow wurde 1997 die erste Richterin am High Court Botswanas. 2006 gehörte sie zu den drei Richtern, die im Central Kalahari Game Reserve-Fall die Landrechte der San in deren angestammten Gebiet in der Kalahari stärkten. 2009 verließ sie den High Court.
Im Wintersemester 2009 war Dow Gastprofessorin  an der School of Law der Columbia University in New York. 2010 gründete sie die Anwaltspraxis Dow & Associates in Botswana.
2004 gehörte Dow erstmals der Internationalen Juristenkommission an. 2009 wurde sie in dieser Position wiedergewählt, 2006 wurde sie auch in deren Exekutivkomitee gewählt und 2008 ebenfalls wiedergewählt. Von 2011 bis Juni 2012 war sie Vorsitzende des Exekutivkomitees. Ab dem 6. Juli 2012 gehörte sie zu einer dreiköpfigen Juristengruppe, die im Auftrag der Vereinten Nationen den Einfluss israelischer Siedlungen auf die palästinensische Bevölkerung im Westjordanland untersuchte.
Am 14. November 2014 vertrat sie vor Gericht die Lesbians, Gays and Bisexuals of Botswana (LEGABIBO) gegen die Republik Botswana und erreichte eine amtliche Anerkennung der LEGABIBO als Organisation; 2016 bestätigte der Court of Appeal die Entscheidung.

### Karriere als Politikerin
2013 wandte sich Dow der Politik zu. Bei der Wahl 2014 gelang es ihr nicht, den Wahlkreis Mochudi zu erringen. Am 28. Oktober 2014 schlug sie der damalige Präsident Ian Khama als ernanntes Mitglied der Nationalversammlung vor; das Parlament stimmte kurz darauf zu. Sie ist Mitglied der Regierungspartei Botswana Democratic Party. Dow wurde Assistant Minister of Educationand Skills Development und übernahm im März dieses Ressort als Ministerin. Unter dem neugewählten Präsidenten Mokgweetsi Masisi wurde sie am 1. April 2018 Minister of Infrastructure and Housing Development; am 20. Juni 2018 wurde sie Außenministerin (Minister of International Affairs and Cooperation). 2019 wurde sie erneut auf Vorschlag des Präsidenten in das Parlament aufgenommen, so dass sie ihr Ministeramt behalten konnte.

### Schriftstellerische Tätigkeit
Dow schrieb fünf belletristische Bücher, die vor allem den Konflikt zwischen westlichen und traditionellen Werten, die Geschlechterfrage und Armut behandeln. Die Werke sind in englischer Sprache verfasst. Im Roman Far and Beyon’ steht AIDS im Vordergrund, ebenso wie in ihrem Werk Saturday is for Funerals. Ihr Roman The Screaming of the Innocent erschien auf Deutsch unter dem Titel Die Beichte im Verlag Goldmann.

### Familie
Dow ist verheiratet und hat drei Kinder.

## Sonstiges
2010 gründete Dow das Hills of Music International Music, Art, Food and Dress Festival.

## Literarische Werke
- Far and Beyon’., Longman Botswana, 2000.
- The Screaming of the Innocent. Spinifex 2002. (deutsch: Die Beichte. Goldmann 2003)
- Juggling Truths. Spinifex, 2003.
- The Heavens May Fall. Double Storey, 2006.
- Saturday is for Funerals. Harvard Press, 2010.

## Ehrungen
- 2001: Ehrendoktorwürde des Kenyon College, Ohio
- 2003: William Brennan Human Rights Award der State University of New Jersey
- 2007: Ehrendoktorwürde des Saint Michael’s College, Vermont
- 2008: Ehrendoktorwürde der University of Edinburgh
- 2010: Ritter der Ehrenlegion